# Cornelis de Bruijn

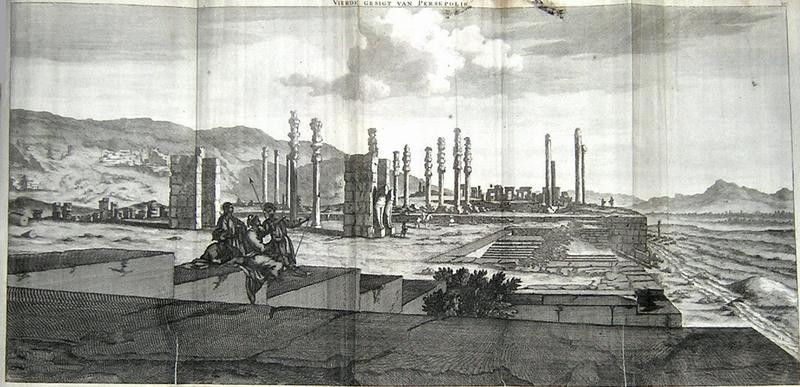
Persepolis, Cornelis de Bruijn munkája

Cornelis de Bruijn vagy Cornelius de Bruyn (Hága, 1652 – Utrecht melletti Zydebaelen, 1726/27) - holland  utazó, festő és író. Két nagy túrát tett, és illusztrált könyveket adott ki az emberek, épületek, növények és állatok megfigyeléseivel.

## Életpályája
Cornelis de Bruijn a hollandiai Hágában született 1652-ben. Családi háttérről keveset tudunk. Apját Jan de Bruijnnak hívták. Cornelis három nővérét említette, amikor második nagy utazására készült; egyikük, Anna Maria de Bruijn szerepel az evangélikus-lutheránus egyház keresztelési anyakönyvében (1651. június 7.). 1674 nyarán Cornelis de Bruyn tanfolyamokat végzett a Pictura hágai festőcéhben, melynek vezetője Theodoor van der Schuer. Elsajátította a latint és a franciát.

## Utazásai

### Első körútja
Első körútja során ellátogatott Rómába, ahol Adonis becenévvel a Bentvueghels tagja lett, így írta alá Abraham Genoels, majd Egyiptomban utazott, és felmászott egy piramis tetejére, ahol az aláírását is otthagyta, majd Jeruzsálembe utazott, ahol De Bruijn titkos rajzokat készített a városról, amely akkor az Oszmán Birodalomhoz tartozott. Palmüráról készült rajzai azonban csak másolatok. De Bruijn eljutott Ciprusra is, és a holland kereskedők között Szmirnába és Konstantinápolyba. 1684-től Velencében dolgozott Johann Carl Loth festővel, majd 1693-ban visszatért Hágába, ahol eladta emléktárgyait. 1698-ban adta ki rajzos könyvét, amely nagy sikert aratott, és melyet több nyelvre is lefordítottak.A színes illusztrációval rendelkező mű, a történelem első színes nyomatait tartalmazza. Rajzai között szerepeltek az első Európában ismertté vált képek a Nagy Piramisról és Jeruzsálem belsejéről.

### Második körútja
1701-ben ismét útrakelve Arhangelszk felé vette az irányt. Második körútja során meglátogatta az észak-oroszországi szamojédeket. Moszkvában megismerkedett Nagy Péter Cárral: de Bruijn megfestette a cár unokahúgait, a festményeket pedig a lehetséges házasságra jelentkezőknek küldték el.
1703. április végén hagyta el Moszkvát egy Iszfahánba baló örmény kereskedővel együtt, akinek nevét Jacob Daviedofként jegyezte fel. De Bruijn 
az örményekkel lehajózott a Moszkva folyón, az Okán és a Volgán, négül elérve Asztrahánt. De Bruijnnak a húsvéti ünnepek alatt Nyizsnyij Novgorodban tett rövid látogatásának köszönhetően maradt fenn az orosz Volgai-kereskedelem 1703-ban létező fő központjának leírása. .
Az orosz állam határait elhagyva de Bruijn Perzsiába utazott, ahol olyan városokról készített rajzokat, mint Iszfahán és Perszepolisz (1704–1705). Végül visszatérve Perzsiába, innen Oroszországba és végül Hollandiába utazott.
Szenzációt keltettek Perszepoliszról, a Nagy Sándor által elpusztított városról készült rajzai, valószínűleg Amszterdam polgármestere, Nicolaes Witsen és a Királyi Társaság egyik tagja kérte fel, hogy rajzolja le a 40 oszlopáról híres várost. Egy évszázadon át ezek voltak a nyugati tudósok számára elérhető legjobb nyomatok. 
De Bruijnt közben plágiummal vádolták meg, és második könyve, a "Reizen over Moskovie" nem aratott ekkora sikert. Amszterdamból
Bécsbe menekült, ahova De Bruijnt egy mennonita selyemkereskedő hívta meg, és Utrechtben halt meg. Nem tudni, mikor és hol temették el.
De Bruijn, aki minden görög és latin forrást elolvasott, amit csak tudott, meggyőző tárgyismeretről tett tanúbizonyságott. Perzsiában megszerezte Firdauszí Shahnamê-jének másolatát, amelyet összefoglalt és hozzáférhetővé tett nyugat számára is.

## Munkái
- Perszepolisz vázlata 1704-ből.

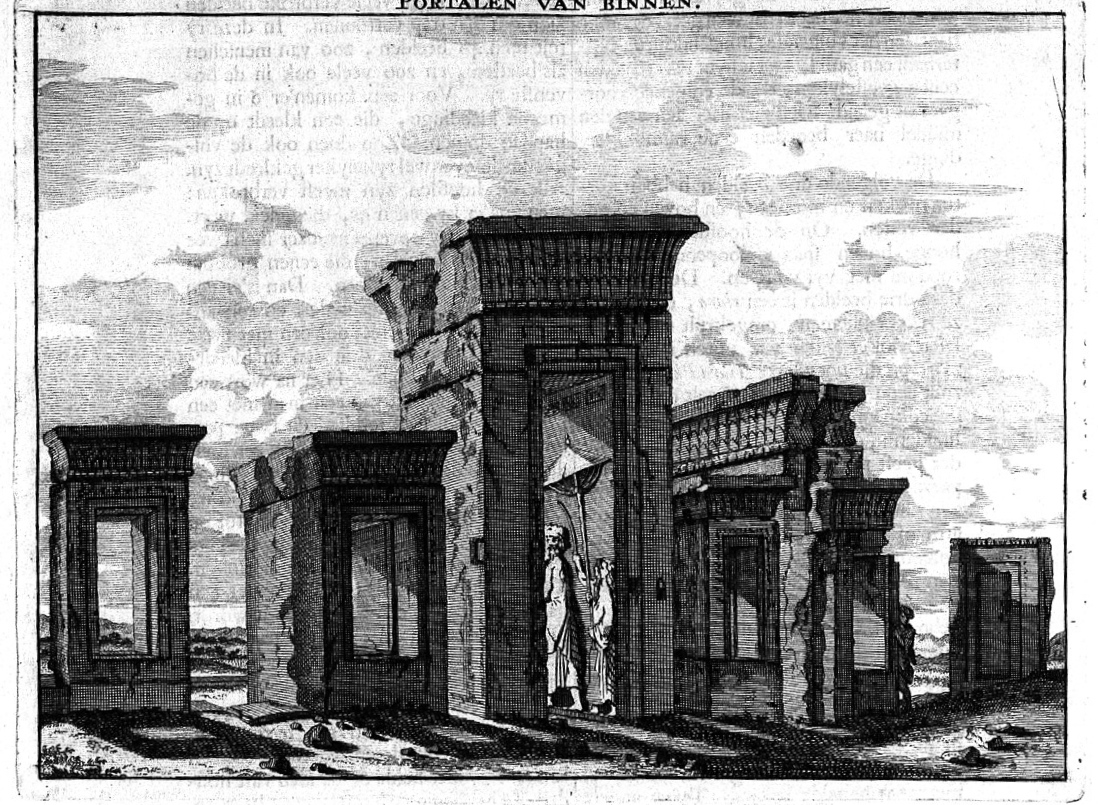
Persepolis (1704)

- Reizen van Cornelis de Bruyn door de vermaardste Deelen van Klein Asia (1698)
- Corneille le Brun, Voyage au Levant (francia fordítás, 1700)
- Corneille le Brun, Utazás a Levantába: avagy Utazások Kis-Ázsia főbb részein (angol fordítás, 1702)
- Reizen Moskovie felett, ajtó Persie en Indie (1711)
- Voyages de Corneille le Brun par la Moscovie, en Perse, et aux Indes Occidentales (francia fordítás, 1718)
- Corneille le Brun, Utazás a Levant felé és utazások Moszkvába, Perzsiába és Kelet-Indiába (angol fordítás, 1720)
- Cornielle le Brun, An Abstract of M.C. Le Brun utazásai Oroszországon keresztül (1722)
- Puteshestvie cerez Moskouviju Kornelija de Brujna (orosz kivonat 1873)
- Aenmerkingen Over de Printverbeeldingen van de Overblijfzelen van het Oude Persepolis (1714)
- Más angol fordítások 1737-ben, 1759-ben és 1873-ban jelentek meg.